# صفقة مع امرأة (فلم)
صفقة مع امرأة هو فيلم غموض مصري من إخراج عادل الأعصر وبطولة مديحة كامل، حسين فهمي وعادل أدهم.

## نبذه
نجوى زوجة رجل ثري، تتردد على عيادة الدكتور النفسي شريف الحاصل على دكتوراه مزورة بواسطة عصام الذي يستغل الموقف لابتزازه، يتفق عصام مع نجوى على قتل زوجها واتهام شريف. يشاركها شريف في إخفاء جثة زوجها بعد قتله، تقع نجوى في غرام شريف لكن عصام يوقع بينهما.

## طاقم العمل
- مديحة كامل بدور نجوى
- حسين فهمي بدور شريف
- عادل أدهم بدور عصام
- زيزي مصطفى بدور عطيات محمد - بوسي
- إسماعيل عبد المجيد بدور عبد العظيم
- ثريا عز الدين بدور منى

## وصلات خارجية
- صفقة مع امرأة على موقع الدهليز
- صفقة مع امرأة على موقع قاعدة بيانات الأفلام العربية